# Mimosa densa
Mimosa densa är en ärtväxtart som beskrevs av George Bentham. Mimosa densa ingår i släktet mimosor, och familjen ärtväxter. Inga underarter finns listade i Catalogue of Life.